# سیارک ۱۰۰۲
سیارک ۱۰۰۲ (به انگلیسی: 1002 Olbersia، نامگذاری:1923OB) هزار و دومین سیارک کشف شده‌است که در ۱۵ اوت ۱۹۲۳ و در رصدخانه سایمیز کشف شد.
قدر مطلق سیارک برابر ۱۱٫۱۰ است.